# Leptactina
Leptactina es un género con 34 especies de plantas con flores perteneciente a la familia de las rubiáceas.
Es nativo del sur de África tropical.

## Especies seleccionadas
- Leptactina adolfi-friedericii K.Krause in G.W.J.Mildbread (ed.) (1911).
- Leptactina baudonii De Wild. (1907).
- Leptactina benguelensis (Welw. ex Benth. & Hook.f.) R.D.Good (1926).